# Tony Finnigan
Tony Finnigan (sinh ngày 17 tháng 10 năm 1962) là một cầu thủ bóng đá người Anh đã giải nghệ. Ông sinh ra ở Wimbledon. Sau khi giải nghệ ông trở thành người đại diện cầu thủ liên kết với Ian Wright và Andy Gray. Ông cũng là một người cộng tác với Stan Collymore trong công ty sản xuất tivi.
Trong sự nghiệp đại diện cầu thủ, ông đã thu hút sự tranh cãi của cầu thủ bóng đá Marlon King cùng với những cáo buộc.